# Малояблоново
Малояблоново — село Прохоровского района Белгородской области. Входит в ссотав Плотавского сельского поселения.

## География
Расположено в 12 км к юго-западу от Прохоровки и в 2-х км западнее села Плота на высоте 215—230 м над уровнем моря. На западной окраине села с севера на юг тянется лог Сухая Плата шириной 200—300 м и глубиной 20-25 м.
В селе находятся несколько небольших водоёмов. С запада местность изрезана балками (логами, ярами), оврагами, по которым разбросаны рощи и дубравы. С севера и юга тянутся поля, разделенные лесополосами. В 1,5 км к югу от села расположено урочище Ямное, на восточной границе которого находится гидротехническое сооружение пруда (кадастровый номер 914—008). Рядом с дамбой находится родник.
- Ямное
- Пруд на Голубовке
- Пруд на Плужном
- Второй пруд на Плужном

- Родник в Ямном
- Колодец родника
- Урочище Ямное (вид с дамбы)
- Будущий урожай

## История
Из переписных книг Белгородского уезда за 1646 и 1678 годы известно, что село Малояблоново, как и село Шахово, появилось между 1646 и 1678 гг. Оно считается одним из самых старых сёл Прохоровского района. Возникло как поселение служилых людей Сажновского полка. В 1637 году был построен город-крепость Яблонов, в 1646 году образовалась деревня Яблоново (ныне Малояблоново), получившая свое название из-за дикорастущих вокруг яблонь, так к 1796 году в Корочанском уезде оказалось два села Яблоновых. Уездный город переименовали в Большое Яблоново, а другое в Малояблоновое.
Село входило в состав Шаховской волости Корочанского уезда. В селе у крестьян имелись большие наделы земли (в среднем 14 десятин на двор), также кроме земледелия жители села занимались дужным промыслом. В XIX веке в центре села находился приход Николаевской церкви.
Согласно документам 1862 года в селе было 100 дворов и проживало  478 мужчин и 485 женщин. К 1880 году: 130 дворов и 1072 жителя, 1885 год: 150 дворов и 1130 жителей.
Школы в селе не было, она появилась только в 1903 году. Негласно село имело территориальное деление на несколько зон: Плужное, Голубовку, Масловку и Село.
После упразднения Курской губернии и Шаховской волости с 1928 года село стало относиться к Прохоровскому району Белгородского округа Центрально-Чернозёмной области. Также оно стало центром Малояблоновского сельсовета, куда входили села:  Малояблоново (на 1 января 1932 г. 1192 жителя), Жимолостное (704 жителя), Плота  (1250 жителей) и хутора Дальний Должик (110 хуторян)  и Ямное (Белгородская область)  (35 хуторян) На данный момент эти хутора прекратили своё существование.
. В 30-х годах прошлого века на западной окраине села был организован колхоз «Путь Ленина». После распада СССР колхоз постепенно пришёл в упадок и прекратил своё существование.
В 1943 году в село были эвакуированы все организации Беленихинского района: нарсуд, РОНО, военкомат, милиция, больница. После освобождения от немецких нацистов, они вернулись в Беленихино. В 1950 году после укрупнения колхозов сло Малояблоновое вошло в состав колхоза им. Молотова Плотавского сельского совета Беленихинского района Курской области. Колхоз выращивал коноплю, из которой ткали грубое полотно - замашки. В селе была кузница, 2 трактора, не самоходные комбайны, была ферма с лошадьми и коровами, которую в 1960 году переоборудовали под свиноферму. В 1966 году был построен спецкомбинат для выращивания овец.
С 1935 по 1956 село Малояблоново входило в состав Беленихинского района. С 1956 года относится к Прохоровскому району.
- Карта XIX века

## Население
| 2002 | 2010 |
| ---- | ---- |
| 165  | ↗201 |

Население села состояло из крестьян и ремесленников и на протяжении 19 века и первой половины 20-го века стабильно составляло около 1 000 человек.
По итогам 10-й ревизии (переписи населения) проведённой в 1858 году в селе Малояблоново Корочанского уезда насчитывалось «417 душ мужского пола».
По документам переписи 1885 года: «В селе Малояблоново Шаховской волости Корочанского уезда — 150 дворов крестьян государственных четвертных, 1130 жителей (554 муж., 576 жен.), грамотных 42 мужчины и 3 женщины из 30 семей, до ближайшей школы 5 верст; без земельного надела в селе только один двор (2 муж. и 5 жен.), у крестьян — 300 рабочих лошадей, 200 коров, 1208 овец и 146 свиней, в селе — 9 „промышленных заведений“, 2 торговые лавки и кабак.»
В 1890 г. в с. Мало-Яблоново Корочанского уезда — 1010 жителей (500 муж., 510жен.).
Вследствие урбанизации и других факторов с середины 20-го века произошло резкое сокращение населения села. Так на 17 января 1979 года в Малояблоново проживало 225 человек, на 12 января 1989 года — 191 человек (83 мужчины и 108 женщин), в 1997 году — 86 домовладений и 181 житель.
Минимальное количество жителей за всю историю переписей населения было отмечено в 2001 году и составило 160 жителей.
В последние годы отмечается небольшой прирост населения и по переписи 2010 года население села составляет 201 человек.

## Инфраструктура
Личное подсобное хозяйство с зоной сельскохозяйственного использования, индивидуальная застройка усадебного типа.
В селе с 1998 года проведено центральное газоснабжение и асфальтобетонное покрытие дорог всех улиц, имеется магазин и медицинский пункт. В центре села находится здание бывшей Малояблоновской восьмилетней школы (функционировавшей до 1995 года).
- Магазин
- Колхоз "Путь Ленина"
- Улица имени Лёни Джуса

## Экономика
1. ООО «Плотавское» — предприятие агропромышленного комплекса. Выращивание зерновых, зернобобовых, технических и прочих сельскохозяйственных культур, сахарной свеклы, молочное животноводство[8]. Персонал 98 человек.
2. В 2007 году открылся комплекс по переработке биологических отходов животного происхождения ЗАО «Русские протеины» в селе Жимолостное (в 3-х км к югу от Малояблоново). На предприятии осуществляется переработка отходов животноводства и птицеводства всего региона, из которых производятся комбикорма. Мощность предприятия рассчитана на переработку 150—200 т сырья в сутки.
3. ЗАО «Свинокомплекс Прохоровский» (три промплощадки в с. Шахово, с. Кураковка, с. Рындинка).

## Достопримечательности
Бюст земляка, сына полка Лени Джуса, погибшего на фронте.